# Britev
Britev je posebno oblikovan nož z zelo ostrim rezilom, vpetim v gibljiv ročaj iz lesa ali roževine, v novejšem času pa tudi iz bakelita in plastike. Namenjen  je za britje brade in brkov, včasih pa tudi lasišča in drugih poraščenih delov telesa večinoma moških oseb.

## Zgodovina britve
Najstarejša rezila za britje, izdelana iz obsidiana in kremenjaka, so stara več kot 18.000 let. Noži za britje iz bakra, zlata in brona so bili najdeni v Sumeriji in Egiptu, njihov nastanek so arheologi datirali v 4. tisočletje pr. n. št. V obdobju rimskega imperija so začeli britve izdelovati iz železa, vpete v trden lesen ročaj. Sčasoma so razvili zložljivo britev z gibljivim ročajem, ki se je v nespremenjeni obliki ohranila do začetka 20. stoletja.
V začetku 20. stoletja so se pojavile ročne britve z zamenljivim rezilom - britvico v varnostnem okvirju -, kakršne se uporabljajo še danes. Slednje sicer vse bolj izpodrivajo novejši električni brivniki, ki se lahko priključijo na običajno električno omrežje 220 V/50 Hz.